# Something in the Way
Pistes de Nevermind
On a Plain
(11) Endless, Nameless
(piste cachée)
(13)
Something in The Way (« Quelque chose qui gêne ») est la douzième chanson de l'album Nevermind du groupe grunge Nirvana.
Dernier morceau de l'édition originale, le titre contient une piste cachée (Endless, Nameless) débutant à 14 min 35 s. Sur certaines rééditions, ils y sont intégrés distinctement l'un de l'autre.

## Signification
La chanson raconte l'histoire d'un marginal (possiblement, un sans-abri ou quelque laissé pour compte) vivant sous un pont ainsi que les intempéries avec des animaux apprivoisés et qui, faisant constat de sa situation, s'interroge.
Ce morceau mélancolique et lent, dépressif et lancinant, exprime le vide existentiel ainsi que les errances de l'être. La tristesse latente et sombre de la musique, dont le jeu de guitare minimaliste se résume à la répétition de deux mêmes accords, est appuyée par la présence d'un violoncelle. La question d'une désillusion, notamment par la discrimination sociale (et, par corollaire, l'exclusion pouvant en découler) ainsi que l’absence d'une perspective d'avenir, est fortement suggérée à l'issue du refrain.

## Origine

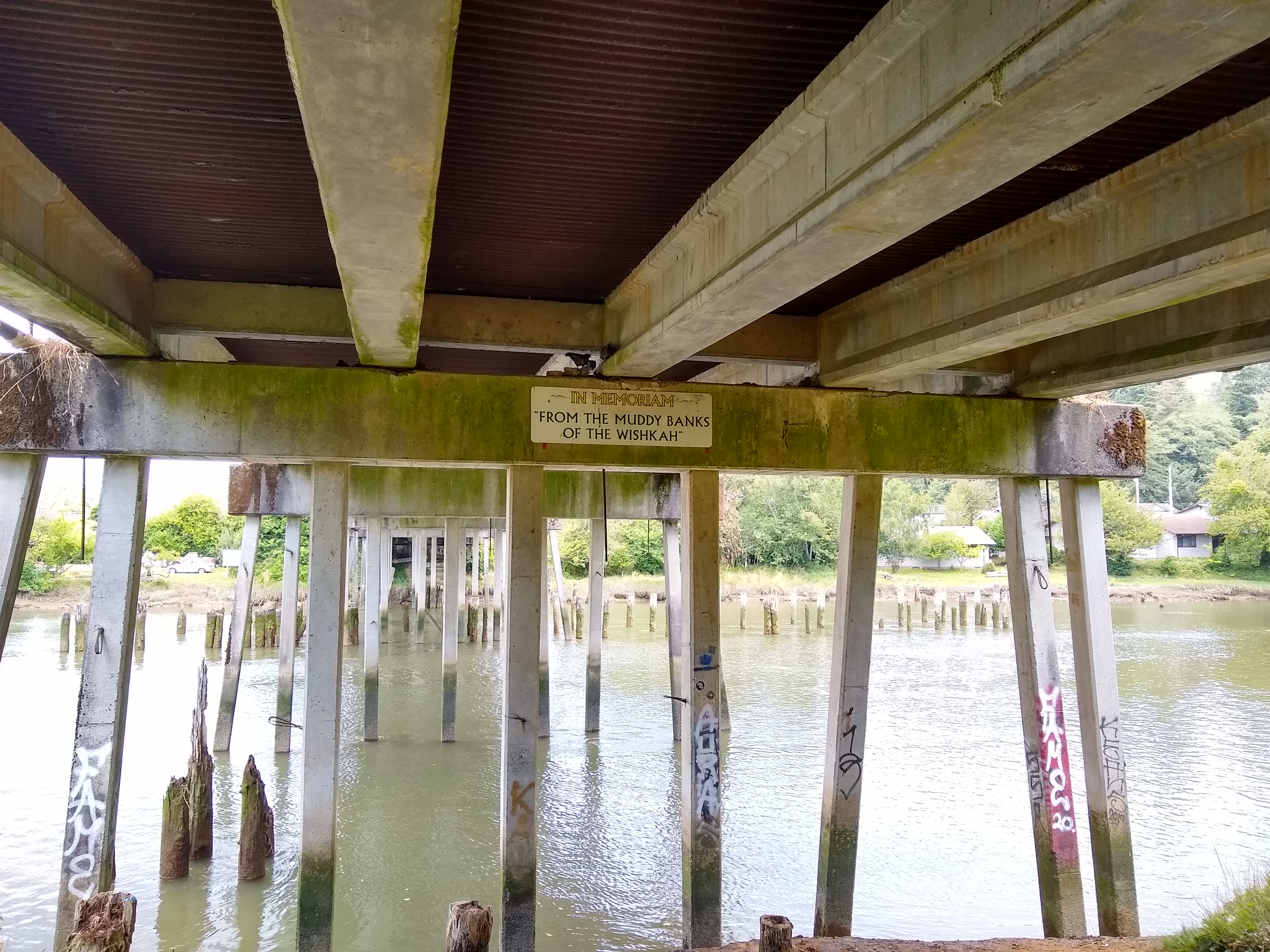
Mémorial Nirvana de la rivière Wishkah sous le d'Aberdeen, Washington (États-Unis). La mention sur la plaque fait référence à une compilation posthume éponyme du groupe.

Selon la légende le meneur du groupe, Kurt Cobain, aurait dormi un certain moment sous un pont de la rivière Wishkah près d'Aberdeen, ce qui lui aurait inspiré cette chanson.
Fuyant les disputes familiales entre ses parents, il passait beaucoup de temps là-bas.

## Aspect technique
Cette ballade, bien que simple du point de vue technique (deux accords se répétant tout le long), a été particulièrement difficile à enregistrer pour la basse.
En effet, Kurt a utilisé une guitare désaccordée, une Stella à 12 cordes, la même que sur le titre Polly, rendant délicat l'accordage de la basse et demandant un travail important à l'ingénieur du son Andy Wallace.
Le dernier jour des séances Kirk Canning, mari de la batteuse du groupe L7, a joué le violoncelle à l'enregistrement, bien qu'il eût lui aussi des difficultés à s'accorder avec la guitare de Cobain.

## Réception

### Accueil critique
En 2004, le magazine New Musical Express la classe en 14e position dans sa liste des 20 meilleures chansons de Nirvana.
En 2014, Slant Magazine la classe en 4e position de sa liste des 15 meilleures chansons de Nirvana, évoquant une chanson qui « possède une beauté et un désespoir saisissants ».

### Postérité

#### Utilisation dans d'autres œuvres
Une réorchestration de la chanson est utilisée en 2020 et 2021 pour les bande-annonces, puis la bande-son du film The Batman de 2022 réalisé par Matt Reeves.
À la suite de la sortie du film en mars 2022, le titre devient l'un des plus écoutés aux États-Unis. Sur Spotify, le nombre d'écoutes a augmenté de 1200% et l'album Nevermind se place à la neuvième position des disques et vinyles les plus vendus sur Amazon Music. 
Le réalisateur Matt Reeves s'exprime sur la chanson qui lui a inspiré une nouvelle facette du personnage de Bruce Wayne : « Quand j’écris, j’écoute de la musique, et pendant que j’écrivais le premier acte, j’ai mis Something in the Way de Nirvana. C’est à ce moment-là que j’ai pensé qu’il n’y avait pas que la version playboy de Bruce Wayne que nous avions vue auparavant. Il y en avait une autre, qui avait traversé une tragédie, et qui était devenu un reclus ». Il déclare également s'être inspiré de Kurt Cobain pour écrire sa version du personnage. 

#### Reprises
En 2011, le groupe de sludge metal américain Thou en fait une reprise qui apparait sur l'EP The Archer and the Owles.
Le titre a fait en 2014 l'objet d'une reprise par le groupe de death metal mélodique suédois Avatar sur leur album Hail the Apocalypse.

## Personnel
- Kurt Cobain - guitare, chant
- Krist Novoselic - basse
- Dave Grohl - batterie
- Kirk Canning - violoncelle